# Fernsteuerbarkeit (Energiewirtschaft)
Fernsteuerbarkeit ist ein Konzept der deutschen Energiewirtschaft mit dem Zweck der Regulierung von Elektrizitätsversorgungsanlagen. Fernsteuerbarkeit ist gegeben, wenn mittels einer Software Stromproduktion, Wetterprognose und Marktnachfrage aufeinander abgestimmt und die Anlagenleistung im Bedarfsfall von einem Dritten ferngesteuert reduziert werden kann.

## Fernsteuerbarkeitsbonus
Der Fernsteuerbarkeitsbonus fördert EEG-Anlagen, die eine technische Einrichtung zur gezielten Fernsteuerung besitzen und damit bei Bedarf entsprechend der aktuellen Marktsituation von extern geregelt werden können. Diese erhalten demnach ab 2013 eine höhere Managementprämie (+1,0 €/MWh im Jahr 2013 bis +2,0 €/MWh im Jahr 2015).

## Hintergrund
Wind- und Sonnenenergie sind stochastische Größen, die durch die bisherige bevorzugte Einspeisung große Herausforderungen für die allgemeine Netzstabilität mit sich bringen. Daher wurde in der Managementprämienverordnung (MaPrV) die Höhe der Prämie für Windkraftanlagen bereits ab dem 1. Januar 2013 reduziert und an die Fernsteuerbarkeit der Anlagen geknüpft. Die Managementprämienverordnung trat am 1. August 2014 außer Kraft. Die Fernsteuerbarkeit einer Anlage ist seitdem nach §§ 35 und 36 EEG 2014 eine der Voraussetzungen für den Anspruch auf die Marktprämie.